# Kulturno umetniško društvo Cerkno
Kulturno umetniško društvo Cerkno deluje v Cerknem od leta 1984 na področju gledališča, filma, glasbe, literature in drugih ustvarjalnosti.

### Festivali
- PVC festival
- TRAKulja - festival amaterskega filma
- Bevkov dan

### Literarno glasilo
- Siga'čan (1999-). (COBISS)